# Widagdous sumatranus
Widagdous sumatranus är en skalbaggsart som beskrevs av Alexis och Delpont 1998. Widagdous sumatranus ingår i släktet Widagdous och familjen Cetoniidae. Inga underarter finns listade i Catalogue of Life.